# Sundacarpus amarus
Sundacarpus amarus là một loài thực vật hạt trần trong họ Thông tre. Loài này được (Blume) C.N.Page miêu tả khoa học đầu tiên năm 1989. Chúng là loài duy nhất trong chi Sundacarpus.
S. amarus trước đây đã được phân loại khác nhau như một loài của Podocarpus hoặc Prumnopitys. S. amarus là một cây thường xanh, chiều cao 10–60 m, với đường kính thân cây 12–140 cm. Lá dài 5–15 cm và hẹp.
S. amarus có nguồn gốc ở một số khu vực của Úc và Malesia. Tại Úc, chi này chỉ được tìm thấy trong Queensland, chủ yếu vào các cao nguyên Atherton và các khu vực lân cận bờ biển phía đông bắc Queensland. Nó há phổ biến ở New Guinea, New Britain, và New Ireland, nơi chúng thường được tìm thấy trong rừng núi cùng với sồi phía Nam (Nothofagus). Sundacarpus cũng phân bố trên các hòn đảo của Indonesia Buru, Halmahera, Morotai, Sulawesi, Lombok, Flores, Timor, Sumbawa, Java, Sumatra, và Sabah trên đảo Borneo, cũng như Mindanao Và Luzon tại Việt Nam.